# Sanctuary (canción de Nami Tamaki)
«Sanctuary» es el sencillo n.º 12 de la cantante japonesa Nami Tamaki, lanzado el día 7 de junio del 2006.

## Información
Este tema fue utilizado como opening para la serie de anime Kiba, para la cadena de televisión TV Tokyo. Fue la primera canción de Tamaki utilizada en un anime que no fuera para la serie de Gundam Seed. Atsushi Sato fue el productor de la canción bajo su seudónimo ats-, y este es su primer trabajo que aparte de ser producido y arreglado, fue escrito y compuesto por él.
El video musical de "Sanctuary" fue grabado en una especie jardín aromático, donde Nami se encuentra con dos misteriosas niñas que juegan en dicho lugar. Nami tiene dos vestuarios distintos en el video: un vestido rojo y otro blanco.

## Canciones
1. «Sanctuary»
2. «Happiness»
3. «Double Story»
4. «Sanctuary» (instrumantal)

- Datos: Q3471794